# Bitter Vero

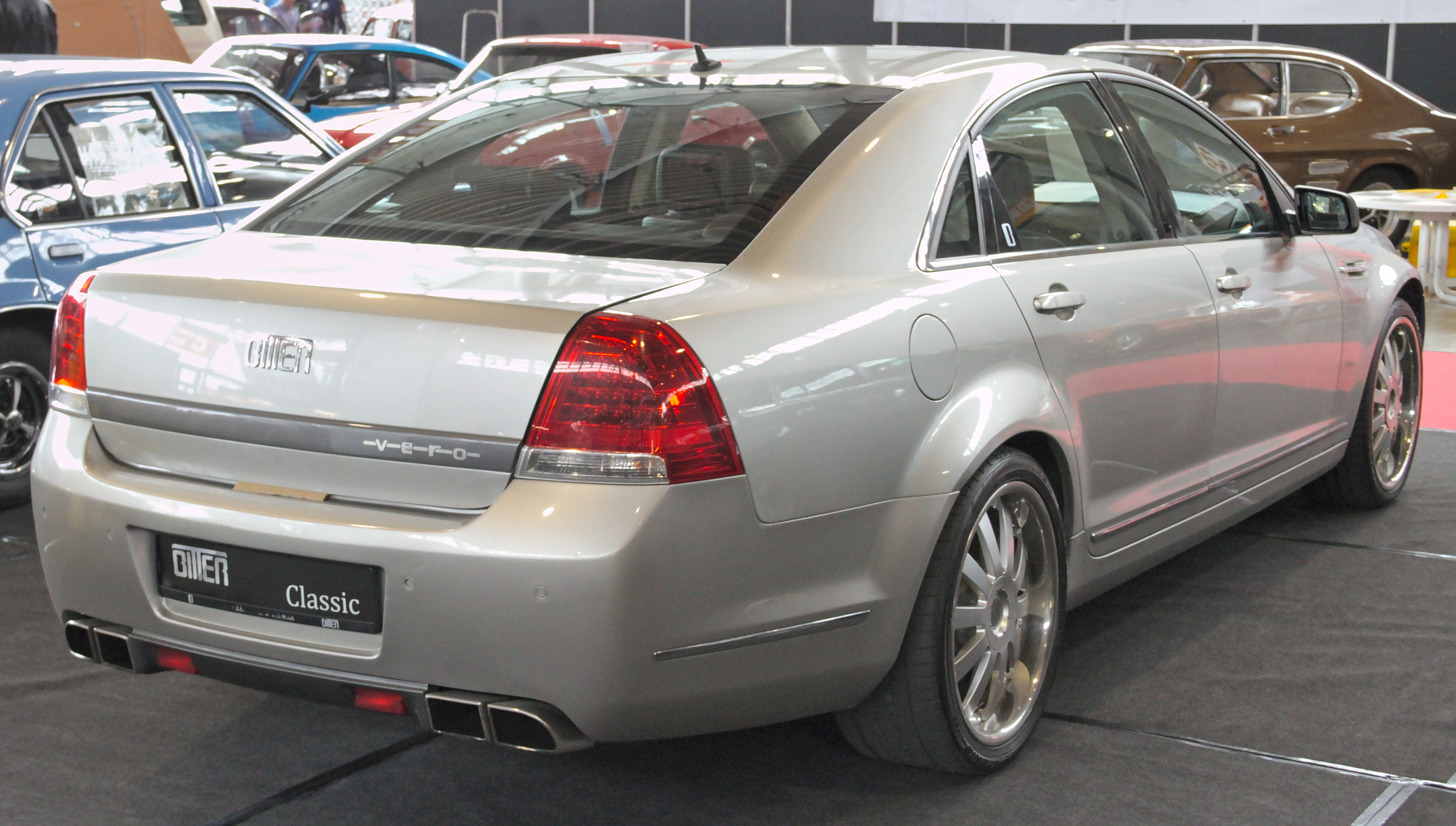
Heckansicht

Der Bitter Vero (von lateinisch vērus: „wahr(haft)“, „ehrlich“) ist eine Oberklasse-Limousine der Erich Bitter Automobile GmbH, die auf der Essen Motor Show 2007 vorgestellt wurde.
Er basiert auf dem Holden Statesman (Baureihe WM) und damit auf der Zeta-Plattform des GM-Konzerns.
Zehn Fahrzeuge wurden hergestellt, von denen 2010 noch neun existierten.

## Technische Daten
Angetrieben wird der Bitter Vero von einer von Holden modifizierten Variante des Chevrolet-Smallblock-Achtzylinders (Motorcode L98) mit 5967 cm³ Hubraum (Bohrung × Hub: 101,6 mm × 92 mm), der seine Leistung über ein Sechsgangautomatikgetriebe an die Hinterräder leitet. Die maximale Leistung beträgt 278 kW (378 PS) bei 5700 min−1 und das maximale Drehmoment 535 Nm bei 4400 min−1.
Als Teil eines Walkinshaw-Performance-Paketes war neben leistungsfähigeren Bremsen auch ein Kompressor erhältlich, womit der Achtzylindermotor des Bitter Vero 410 kW (557 PS) leistet.
Die Zeta-Plattform des Vero, die auch als Global Rear Wheel Drive Platform bezeichnet wird, ist eine bei Holden entstandene Weiterentwicklung der Hinterradantriebsplattform des Opel Omega B, auf der unter anderem auch der Chevrolet Camaro und der Pontiac G8 aufbauen. Der Bitter Vero teilt sich den gegenüber der Standardvariante um knapp 10 cm verlängerten Radstand mit den Holden-Modellen Statesman und Caprice beziehungsweise deren für einige arabische Märkte produzierten und als Chevrolet vertriebenen Varianten mit Linkslenkung.
| Arbeitsverfahren           | Viertakt                                                      |
| Motorbauart                | 8-Zylinder-V-Motor                                            |
| Gabelwinkel                | 90°                                                           |
| Motoreinbaulage            | vorne längs                                                   |
| Bezeichnung                | Gen III (L98)                                                 |
| Hubraum                    | 5967 cm³                                                      |
| Bohrung × Hub              | 101,6 mm × 92 mm                                              |
| max. Leistung bei 1/min    | 278 kW (378 PS) bei 5700                                      |
| max. Drehmoment bei 1/min  | 535 Nm bei 4400                                               |
| Verdichtung                | 10,4 : 1                                                      |
| Gemischaufbereitung        | Elektronische Einspritzung                                    |
| Ventilsteuerung            | Zentrale Nockenwelle                                          |
| Nockenwellenantrieb        | Kette                                                         |
| Kühlung                    | Wasserkühlung                                                 |
| Getriebe                   | Fünf- oder Sechsgangautomatik                                 |
| Getriebehersteller         | GM                                                            |
| Antrieb                    | Hinterradantrieb                                              |
| Radaufhängung vorn         | Untere Querlenker mit Zugstreben, Federbeine, Schraubenfedern |
| Radaufhängung hinten       | Einzelradaufhängung mit Schräglernkern, Schraubenfedern       |
| Bremsenbauart rundum       | Innenbelüftete Scheibenbremsen                                |
| Bremssattelwerkstoff       | Aluminium                                                     |
| Bremsassistenzsystem       | Servo, ABS                                                    |
| Lenkungsbauart             | Zahnstangenlenkung                                            |
| Lenkunterstützung          | variable Übersetzung, Servo                                   |
| Karosserie                 | Stahlblech, selbsttragend                                     |
| Spurweite vorn             | 1592 mm                                                       |
| Spurweite hinten           | 1608 mm                                                       |
| Radstand                   | 3009 mm                                                       |
| Abmessungen                | 5200 mm × 1899 mm × 1480 mm                                   |
| Leergewicht                | 1890 kg                                                       |
| Höchstgeschwindigkeit      | 250 km/h (1)                                                  |
| Beschleunigung, 0–100 km/h | ca. 5,5 s                                                     |
| Verbrauch (2)              | 14,3 l/100 km S                                               |
| Preis                      | 103.530–111.622 € (3)                                         |

## Ausstattung
Von den australischen Modellen unterscheidet sich der Vero durch eine gehobene Serienausstattung.
Dazu gehören unter anderem ein Bose-Soundsystem mit 6-fach-CD-Wechsler und ein integrierter DVD-Player mit LCD-Monitoren in den Kopfstützen für die Passagiere im Fond. Auf Wunsch war eine vom Automobilzulieferer Dagro produzierte Lederausstattung erhältlich.
Äußerlich unterscheidet sich der Bitter vom Ausgangsmodell durch veränderte Front- und Heckschürzen aus kohlenstofffaserverstärktem Kunststoff; außerdem hat er eine sportlichere Auspuffanlage und ein Sportfahrwerk.
Der Grundpreis betrug 2008 laut Verkaufsprospekt 103.530 €. Gegen Aufpreis waren dreiteilige, verchromte 20″-Leichtmetallräder, ein alcantarabezogener Dachhimmel sowie ein elektrisches Schiebedach erhältlich.

## Vero Sport
Die Studie Bitter Vero Sport wurde auf dem Genfer Auto-Salon 2009 präsentiert. Es handelte sich um eine Oberklassen-Limousine mit kürzerem Radstand auf der Basis des Pontiac G8 GXP, der linksgelenkten Variante des Holden Commodore VE. Der Vero Sport verfügte über einen 6,2 Liter großen Achtzylindermotor und 320 kW (435 PS). Das Fahrzeug blieb ein Einzelstück, wohl auch aufgrund der Aufgabe der Marke Pontiac zum Jahresende 2010.